# Henri Julien (Rennfahrer)
Henri Julien (* 18. September 1927 in Gonfaron, Frankreich; † 13. Juli 2013 in Hyères) war ein französischer Automobilrennfahrer und Teamchef. Er gründete und leitete den Rennstall Automobiles Gonfaronnaises Sportives (AGS), der in den 1970er- und 1980er-Jahren in der Formel-2-Europameisterschaft und in der Formel 1 engagiert war. AGS war das kleinste Formel-1-Team der 1980er-Jahre.

## Biografie

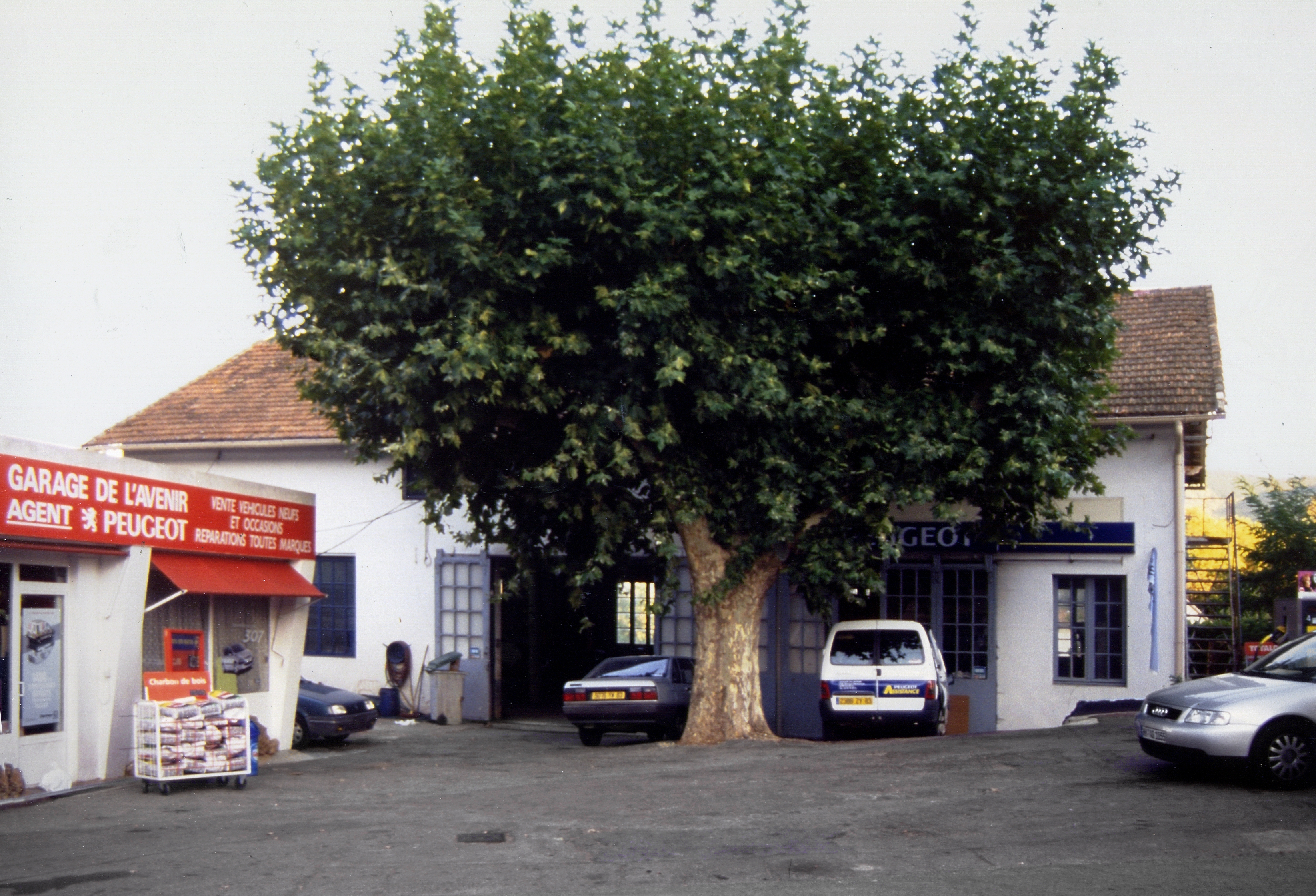
Wirkungsstätte Juliens: Die Garage de l’Avenir in Gonfaron (2001)

Henri Juliens Vater betrieb in dem provençalischen Dorf Gonfaron eine Tankstelle mit angeschlossener Kfz-Werkstatt, die die Bezeichnung Garage de l’Avenir („Werkstatt der Zukunft“) trug. Nach einer Lehrzeit, die er unter anderem in Toulon absolvierte, übernahm Julien 1947 den Betrieb.
1946 besuchte Julien den Grand Prix von Nizza, einen der ersten Großen Preise nach dem Ende des Zweiten Weltkriegs. Die Veranstaltung weckte sein Interesse am Motorsport. Julien konstruierte in der Folgezeit Rennwagen, die die Bezeichnung JH (für Julien Henri) erhielten und fortlaufend nummeriert wurden. Anfänglich erhielt jedes Chassis eine eigene JH-Nummer, seit den 1970er-Jahren hingegen wurden mehrere baugleiche Exemplare unter einer Nummer zusammengefasst. Mit einigen dieser Wagen nahm Julien als Fahrer an Automobilrennen teil.

### Rennfahrer
1950 konstruierte Julien seinen ersten Rennwagen, einen auf Simca-Teilen beruhenden Monoposto, der für Nachwuchsklassen mit einer Hubraumbegrenzung auf 500 cm³ bestimmt war. Mit diesem Fahrzeug, das verschiedene Abwandlungen erfuhr, war Julien einige Jahre lang als Rennfahrer aktiv. 1952 entstand ein weiteres Fahrzeug, diesmal mit einem BMW-Motor. 1957 stellte er ein neues Auto her, das als Julien-Panhard bekannt wurde und rückwirkend als JH3 bezeichnet wird. Der Wagen hatte Frontantrieb und verwendete Komponenten der zeitgenössischen Modelle von Panhard. Angetrieben wurde der Wagen von einem 850 cm³ großen Zweizylindermotor von Panhard, der über der Vorderachse saß. Der vordere Überhang war beträchtlich; über die gesamte Wagenbreite zog sich eine massive Kühlöffnung, die zunächst nur grob vergittert war.
Ende der 1950er-Jahre konzentrierte Julien sein Engagement auf die neu eingeführte Formel Junior. Er passte seine Autos dem Reglement dieser Klasse an, nahm selbst aber nur an wenigen Rennen teil. Es handelte sich jeweils um Veranstaltungen in Südfrankreich.
1959 nahm Julien mit dem Julien-Panhard am Großen Preis von Monaco für die Formel Junior (Grand Prix de Monaco Junior) teil. Er qualifizierte sich und beendete das Rennen als 19. mit vier Runden Rückstand auf den Sieger Michael May, der einen Stanguellini fuhr. Im folgenden Jahr meldete Julien das Auto in einer modifizierten Version als JH4 mit einer etwas kleineren Kühlöffnung erneut für die Veranstaltung in Monte Carlo, nahm an dem Rennen aber nicht teil. Die Gründe dafür sind nicht klar. Einige Quellen sagen, er habe sich nicht qualifiziert, andere meinen, er sei gar nicht erst angetreten.
1959 endeten zunächst Juliens Versuche, eigene Rennautos zu konstruieren. In den 1960er-Jahren fuhr Julien unregelmäßig Rennwagen anderer Hersteller in kleineren Klassen. Er bestritt in den frühen 1960er-Jahren unter anderem einzelne Rennen der Formel 3.
1964 meldete Julien zu zwei südfranzösischen Formel-3-Rennen einen Lotus 22 mit Ford-Motor. Bei der Coupe de Vitesse in Pau fiel er nach 13 Runden mit einem Bremsdefekt aus. Zu dem für die Formel 3 ausgeschriebenen Großen Preis von Monaco, bei dem er für das Team Écurie Méditerranée starten wollte, konnte er sich nicht qualifizieren.
1965 startete Julien nur noch einmal in der Formel 3. Zur  Coupe de Vitesse in Pau meldete er einen Alpine 270 mit Renault-Motor. Hier scheiterte Julien bereits in der Qualifikation. Danach beendete er, inzwischen 38-jährig, seine aktive Rennfahrerkarriere.
Einige Dokumentationen berichten, dass Julien in der Zeit danach die französischen Rennfahrer der Französischen Formel-3-Meisterschaft trainierte.

### Teamchef

Henri Juliens Motorsportteam: Automobiles Gonfaronnaises Sportives (AGS)

Ende 1969 gründete Julien das Unternehmen Automobiles Gonfaronnaises Sportives, das in seiner Garage de l’Avenir untergebracht war. Zusammen mit dem Mechaniker Christian Vanderpleyn, der 1959 und 1960 eine Lehre bei Julien absolviert hatte, nahm er die Produktion eigener Rennwagen wieder auf. AGS bediente zunächst kleinere Klassen wie die Formule France, die Formel Renault und die Formel 3, ab 1978 war es dann in der Formel 2 und von 1986 bis 1991 in der Formel 1 engagiert.
AGS unterhielt in dieser Zeit regelmäßig ein Werksteam, ging also in allen Serien werksseitig an den Start. Henri Julien war bis 1989 Teamchef und sportlicher Leiter des Rennstalls.
In der Formel 2 erreichte das von Julien geleitete Team AGS in sieben Jahren drei Siege: zwei erzielte Richard Dallest in der Saison 1980 und einen Philippe Streiff in der Saison 1984. Hier schrieb Streiff so etwas wie Motorsportgeschichte, denn er erreichte seinen Sieg im allerletzten Rennen der Formel 2.
1986 ergab sich die Möglichkeit des Aufstiegs in die Formel 1. Das französische Formel-1-Team Renault F1 hatte sich mit Ablauf der Saison 1985 aus der Formel 1 zurückgezogen und verkaufte wesentliche Teile der Ausrüstung an Julien. Sie wurden Grundlage des Formel-1-Engagements von AGS, das beim Großen Preis von Italien 1986 begann. AGS war zu dieser Zeit das kleinste Formel-1-Team: Julien hatte – einschließlich des Piloten – lediglich sechs Mitarbeiter. Die etablierten Teams hatten zur gleichen Zeit mehr als 100 Mitarbeiter. In dem sechs Jahre dauernden Formel-1-Engagement erzielte AGS zwei Weltmeisterschaftspunkte, und zwar einen durch Roberto Moreno beim Großen Preis von Australien 1987 und einen weiteren durch Gabriele Tarquini zwei Jahre später beim Großen Preis von Mexiko.
Juliens Art der Teamführung wird in der Literatur als gutmütig beschrieben:

« Se battre oui, mais ne pas oublier après de bien manger et bien boire »

„Sich mit anderen messen: Ja. Aber dabei darf man nicht vergessen, hinterher gut zu essen und gut zu trinken.“

### Lebensabend
AGS wurde nach einem erneuten Verkauf und der Schließung des Rennstalls 1991 zu einem Freizeitunternehmen umstrukturiert. Es bietet Privatpersonen die Möglichkeit, auf der unternehmenseigenen Rennstrecke in Le Luc Formel-1-Autos zu fahren. Henri Julien war Ehrenpräsident dieses Unternehmens.
In den 1990er-Jahren entwickelte Julien zusammen mit Bernard Boyer einen Rennwagen mit 500 cm³ Hubraum, der 1997 auf dem Circuit Automobile Mortefontaine eine Durchschnittsgeschwindigkeit von 222,557 km/h erzielte und damit einen seit 44 Jahren bestehenden Rekord für Fahrzeuge dieser Klasse brach.
Julien lebte bis kurz vor seinem Tod in Gonfaron in einer Wohnung über der Garage de l’Avenir. Er starb nach längerer Krankheit in einem Krankenhaus in Hyères.